# Іван Мазаракі
Іван (Ян) Мазаракі (пол. Jan Mazaraki) — львівський міщанин XVII ст.
Належав до одного з найбагатших львівських родів. Під час першої облоги міста Богданом Хмельницьким в 1648 році i другої облоги в 1655 році, згідно зі списком найбагатших львів'ян, складеним міською радою, його статки складали 300 тисяч злотих. За цим показником Мазаракі був найбагатшим серед львівських міщан грецького обряду і поступався лише вірменинові Янові Вартеришовичеві.

## Життєпис
Син Христофора Мазаракі (? — 1641), що походив з Яніни, столиці грецького реґіону Епір, і прибув з Отоманської імперії до Львова, де вів прибуткову торгівлю зі Сходом. Член Львівського Братства з 1645, старший братчик (1649, 1653, 1657) й маршал (1660). 1659 року отримав шляхетський титул від Яна II Казимира за рекомендацією гетьмана Івана Виговського, згідно з умовами Гадяцького договору.

## Родина
Двічі одружений. З першою дружиною Теодорою Алевізі (пол. Teodora Alevizy) дітей не мав. У другому шлюбі, з Анною Берлич Струтинською (пол. Anna Berlicz Strutyńska) мав 6 дітей: синів Івана, Олександра, Михайла, Стефана та Петра і доньку Анастасію.